# 투데이 광주
《연빛나의 투데이 광주》는 연빛나 아나운서가 진행했던 광주문화방송 라디오 표준FM(중파 819kHz, 표준FM 93.9MHz)의 퇴근길 광주 전남지역에 시사·정보프로그램이다.

## 역사
2012년 가을개편 전에는 《빛고을 지금》이라는 프로그램으로 방송되었다. 2012년 10월 22일부터 2019년 8월 30일까지는 가을 개편에 따라 7년만에 종영되었다.